# Elizabeth Lail
Elizabeth Dean Lail, född 25 mars 1992, är en amerikansk skådespelerska. Hon är bland annat känd för rollen som Guinevere Beck i tv-serien You och Anna i den fjärde säsongen av ABCs fantasyserie Once Upon a Time.

## Biografi
Lail föddes i Williamson County, Texas.. Hon har en äldre syster och växte upp i Asheboro i North Carolina. Efter high school började hon studera vid University of North Carolina School of the Arts varifrån hon tog examen i maj 2014.

## Filmografi (i urval)

### Filmer
- 2019 – Countdown
- 2023 – Five Nights at Freddy's
- 2025 – Five Nights at Freddy's 2

### TV-serier
- 2014 – Once Upon a Time (TV-serie)
- 2016 – Dead of Summer (TV-serie)
- 2017 – The Blacklist (TV-serie)
- 2018 – The Good Fight (TV-serie)
- 2018–2019 – You (TV-serie) (även 2023)
- 2021 – Gossip Girl (TV-serie) (reboot)
- 2022 – Robot Chicken (TV-serie)